# Station Bielawa Zachodnia
Station Bielawa Zachodnia is een spoorwegstation in de Poolse plaats Bielawa.